# Fred Neufeld
Friedrich (Fred) Neufeld (Danzing, 17 de febrero de 1869 - Berlín, 18 de abril de 1945) fue el médico y bacteriólogo alemán que descubrió los tipos de neumococo, descubrimiento que condujo a que Frederick Griffith constatara que un tipo de neumococo podía ser transformado en otro (experimento de Griffith). A posteriori Oswald Avery demostró que el principio de transformación era el ácido desoxirribonucleico o ADN. Toda la biología molecular moderna se desarrolló a partir de este trabajo.

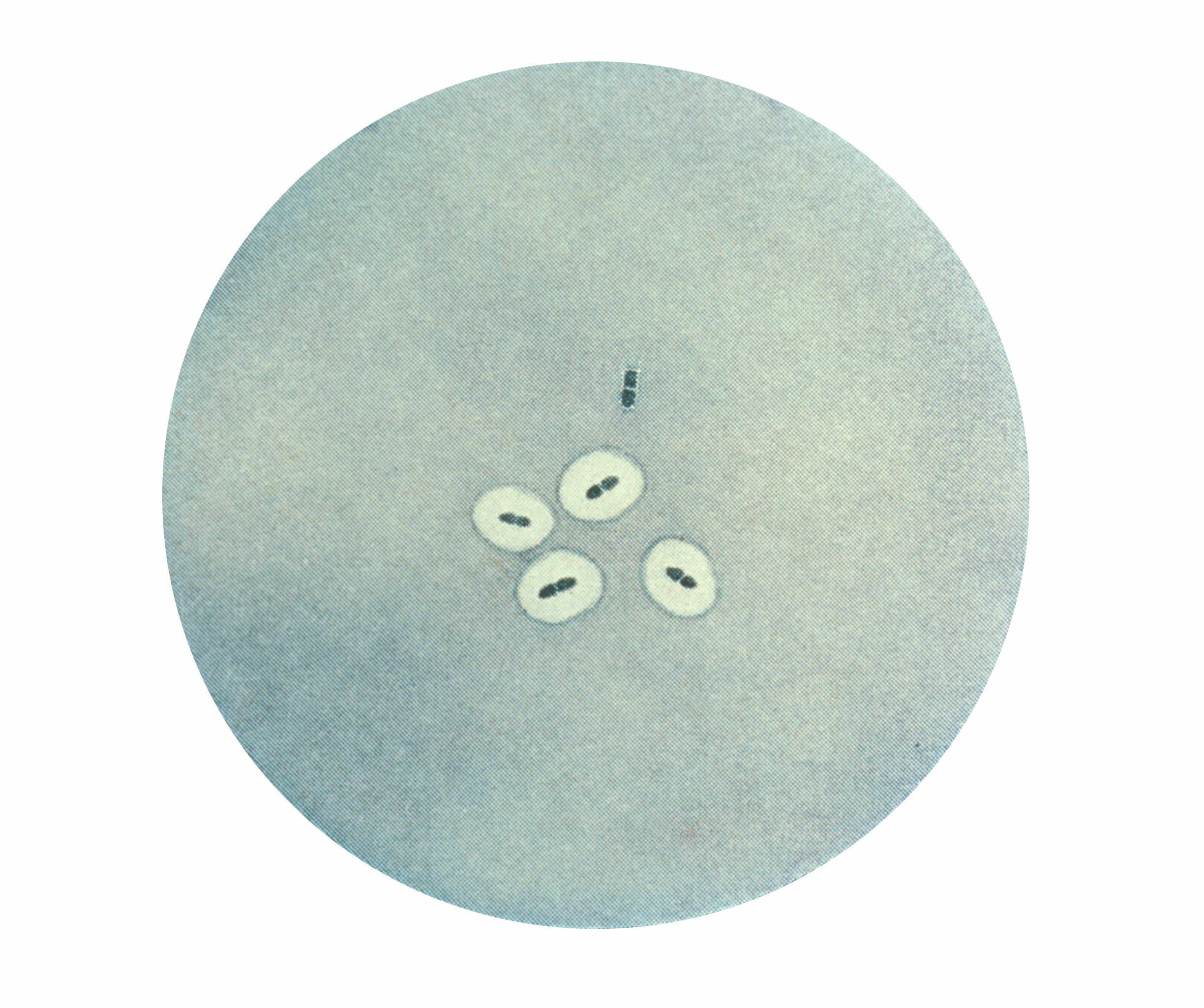
Micrografía de neumococos que revela tumefacción capsular en la prueba de Quellung de Neufeld.

## Primeros años
Neufeld era hijo de un médico. Le gustaba mucho la música y cuando era niño le regalaron un piano porque tenía talento musical. A los veinticinco años (en 1894) comenzó a desempeñarse como asistente de Robert Koch, científico con el que colaboró en estudios sobre la tuberculosis y con el que viajó a Rhodesia en 1903 para estudiar la peste bovina.

## Descubrimientos de Neufeld
Desde que en 1890 Emil Adolf von Behring (1854-1917) y Kitasato Shibasaburō (1852-1931) informaron que los animales infectados podían curarse con antisueros de animales inmunizados con las toxinas bacterianas correspondientes en todo el mundo se realizaron numerosos intentos destinados a combatir las enfermedades infecciosas con sueros inmunes. En 1891 los hermanos Félix y Georg Klemperer, ambos médicos, observaron que los animales en los que se inoculaba esputo de personas con neumonía se tornaban inmunes a esa enfermedad y que los sueros de los pacientes podían proteger a los animales contra la infección posterior por el “diplococo de Fraenkel”. Esa bacteria, que más tarde se llamó Streptococcus pneumoniae, o neumococo, había sido descrita por primera vez en 1886 por Albert Fraenkel (1848-1916) como causa de neumonía humana. Las observaciones de los hermanos Klemperer estimularon a muchos médicos y a varios microbiólogos a participar en estudios destinados a hallar una sueroterapia para tratar la neumonía, una causa de muerte en los seres humanos. Uno de ellos fue Fred Neufeld, que en ese entonces era empleado en el Instituto Robert Koch pero había sido asignado a la Kaiserliche Gesundheitsamt (Oficina de Salud Imperial) de Berlín. Lo que más le interesaba a Neufeld era el campo naciente de la serología y junto con un colega, Haendel, describió por primera vez los serotipos neumocócicos y estableció que la protección con suero inmune era específica del tipo.

## Prueba de la solubilidad en bilis
En 1900 Neufeld descubrió la solubilidad de los neumococos en la bilis. La adición de una pequeña cantidad de bilis de buey a un cultivo de neumococos da como resultado la destrucción completa del cultivo después de un breve lapso de incubación. Esta propiedad única llegó a ser ampliamente utilizada para el diagnóstico de la infección neumocócica.
La prueba, que controla la capacidad de las células bacterianas de producir lisis en presencia de sales biliares en un tiempo y a una temperatura específicos, permite diferenciar entre S. pneumoniae —soluble en bilis— y otras especies de estreptococos alfa-hemolíticos —“insolubles” en bilis—. Las sales biliares utilizadas (desoxicolato de sodio o taurocolato de sodio) determinan una reducción de la tensión superficial en la interfase medio-membrana, provocan la descomposición de la membrana celular y aceleran el proceso autolítico natural del neumococo al activar las enzimas por combinación de las sales biliares con el microorganismo. Para realizar la prueba se prepara 1 ml de suspensión densa de un cultivo puro del microorganismo en solución fisiológica estéril. Luego se divide el preparado en dos partes iguales que se colocan en tubos separados. A uno de los tubos se le agrega 0,5 ml de una solución de desoxicolato de sodio al 10 % y al otro 0,5 ml de solución fisiológica. Se incuba hasta tres horas y se observa cada quince minutos. El resultado se interpreta como positivo cuando se observa un aclaramiento del tubo con desoxicolato respecto del tubo con solución fisiológica y como negativo cuando no hay diferencia de turbidez entre ambos tubos.

## Reacción de Quellung
Luego, durante la primera década del siglo XX y mediante el empleo de técnicas inmunológicas, Neufeld descubrió que había tres tipos de neumococo y describió por primera vez la diferenciación de los neumococos en serotipos sobre la base de antisueros específicos de cada tipo. En presencia de antisuero de tipo I los neumococos de tipo I se hinchaban y los de tipos II y III también lo hacían en presencia de sus antisueros específicos. Neufeld llamó a esta prueba reacción de Quellung (término alemán que significa hinchazón). La primera descripción de serotipos de neumococo fue publicada por Neufeld en 1902. La reacción de Quellung facilitó la identificación de laboratorio de los tipos de neumococo. Sobre la base de los descubrimientos de Neufeld Fred Griffith demostró que los neumococos podían transferir información genética y transformar un tipo en otro y luego Oswald Avery descubrió que la sustancia transformante era el ADN. Toda la biología molecular moderna se ha desarrollado a partir de este trabajo.

## El concepto de serotipificación
El descubrimiento de que la inyección de neumococos en conejos ejercía un efecto inmunizante facilitó el desarrollo de un sistema de tipificación primaria de esta especie bacteriana. Neufeld y Haendel obtuvieron aislamientos de pacientes con neumonía neumocócica confirmada y los clasificaron en dos grupos sobre la base de si causaban o no la muerte de ratones inmunizados previamente con esos aislamientos específicos. Luego correlacionaron los resultados con los obtenidos en las reacciones de aglutinación. Tres años después Dochez y Gillespie ampliaron este agrupamiento para incluir tres serotipos de neumococo distintos además de un cuarto grupo que era heterogéneo. Todos los aislamientos de los primeros tres serotipos reaccionaron con antisuero contra cualquier otro microorganismo del mismo serotipo. Por el contrario, los miembros del cuarto grupo no reaccionaron con antisueros contra los primeros tres serotipos sino que mostraron tendencia a reaccionar solo con antisuero producido por inmunización de un conejo con ese aislamiento específico. Lister, que investigaba en Sudáfrica, confirmó la validez de ese sistema de tipificación y demostró que las cepas virulentas no relacionadas con las cepas americanas estudiadas por Dochez y Gillespie existían en Sudáfrica. Lamentablemente, las carreras científicas de Griffith y Neufeld, el primero británico y el segundo alemán (como se dijo al principio), fueron truncadas por incidentes directamente relacionados con la Segunda Guerra Mundial.

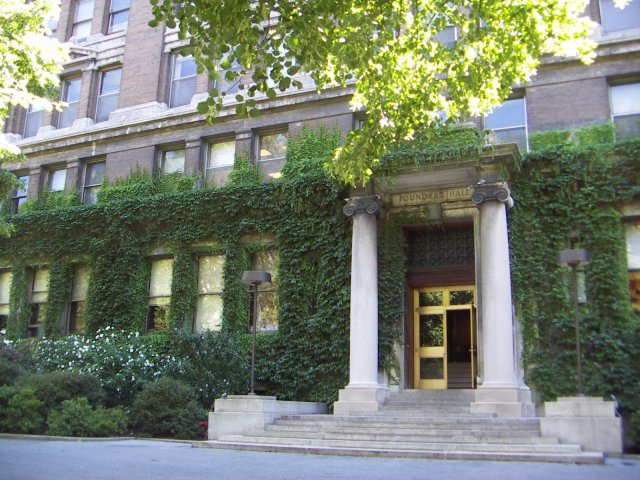
Universidad Rockefeller, antes Instituto Rockefeller de Investigación Médica o RIMR.

En síntesis, durante la primera década del siglo XX Fred Neufeld describió por primera vez la diferenciación de los neumococos en serotipos sobre la base de los antisueros específicos de tipo. Este hallazgo fue esencial para la investigación que se realizó a posteriori en el Instituto Rockefeller de Investigación Médica (The Rockefeller Institute for Medical Research o RIMR) de Nueva York, y en otros lugares, con el objetivo de hallar una forma de eliminar la neumonía
neumocócica humana, incluso mediante la terapia con antisuero, y también condujo al descubrimiento de que los antígenos específicos de tipo eran los hidratos de carbono y al desarrollo de vacunas de polisacáridos de neumococo polivalentes eficaces. Por otra parte, sobre la base de los serotipos de neumococo en 1928 Fred Griffith descubrió la transformación neumocócica en Londres y en 1944 Osswald T. Avery y col., en el RIMR, identificaron el ADN como la sustancia transformante. Esta secuencia de eventos, gracias a la cual hoy se sabe que los genes están compuestos de ADN, fue iniciada por un movimiento con visión de futuro encabezado por Simon Flexner, primer director del RIMR, que le pidió a Neufeld que enviara muestras de sus cepas neumocócicas tipificadas, lo que estableció las bases para la investigación neumocócica en el RIMR.

## Sus últimos años

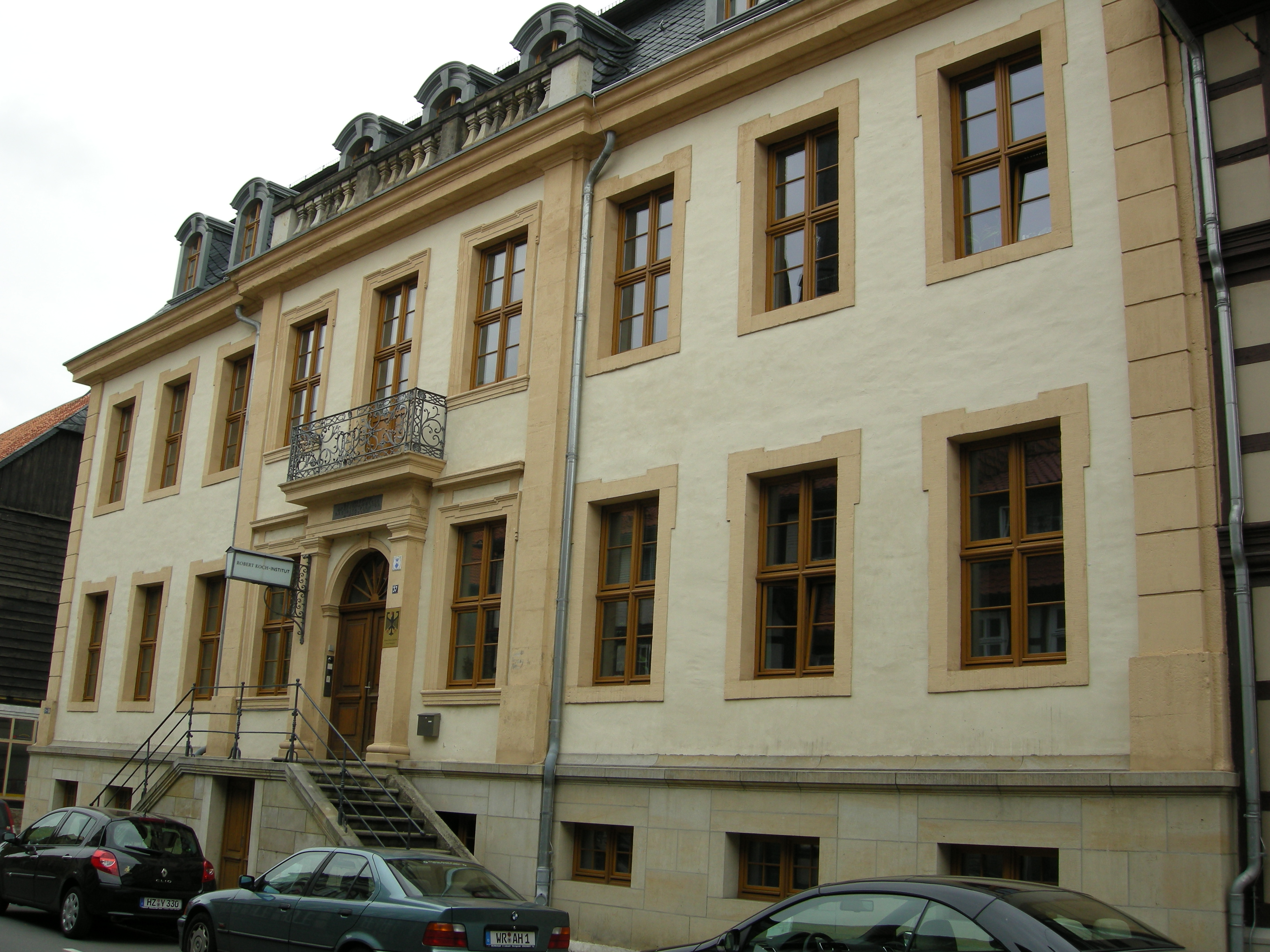
Instituto Robert Koch.

De 1917 a 1933 Neufeld fue director del Instituto Robert Koch de Berlín. Nunca se casó y vivió con su madre hasta que ella murió. Cuando los nazis llegaron al poder lo degradaron de inmediato, a pesar de que era protestante (menonita), no judío. Siguió perteneciendo al personal del Instituto como "miembro honorario" ( Ehrenmitglied ) y continuó publicando. En 1939 fue nominado a la Medalla Goethe para el Arte y la Ciencia (Goethe-Medaille für Kunst und Wissenschaft) por sus logros científicos pero no la recibió hasta el 17 de febrero de 1944, día de su septuagésimo quinto cumpleaños. Según la versión en español de una obra ya citada, tanto Neufeld como Griffith fueron víctimas de la Segunda Guerra Mundial. Griffith murió durante una incursión aérea en la batalla de Londres de 1941. Unos años antes de morir había empezado una serie de estudios de importancia sobre los estreptococos hemolíticos. En cuanto a Neufeld, las oportunidades de seguir investigando después de la llegada de Adolf Hitler al poder habían sido pocas y, desgarrado por la guerra, murió en Berlín un año después de recibir la medalla, se ha dicho que de "inanición" (Entkräftung).